# Daniel Guzmán
Pour les articles homonymes, voir Guzmán.
Daniel Guzmán Castañeda, né le 31 décembre 1965 à Guadalajara au Mexique, est un footballeur international mexicain, devenu entraîneur à l'issue de sa carrière, qui évoluait au poste d'attaquant.

## Biographie

### Carrière internationale
Daniel Guzmán compte 21 sélections et 6 buts avec l'équipe du Mexique entre 1988 et 1996. 
Il est convoqué pour la première fois en équipe du Mexique par le sélectionneur national Mario Velarde, pour un match amical contre le Salvador le 29 mars 1988, où il inscrit un doublé durant cette rencontre. Le match se solde par une victoire 8-0 des Mexicains.
Il fait partie de la liste des 22 joueurs mexicains sélectionnés pour disputer la Copa América 1993. Après un beau parcours, le Mexique parvient en finale de la Copa América face à l'Argentine. Le match se solde par une défaite 2-1 des Mexicains.

## Palmarès

### En tant que joueur

#### En club
- Avec l'Universidad de Guadalajara
  - Vainqueur de la Coupe du Mexique en 1991

- Avec le CF Atlante
  - Champion du Mexique en 1993

#### En équipe nationale
- Finaliste de la Copa América en 1993

### En tant qu'entraîneur
- Avec le Santos Laguna
  - Champion du Mexique en 2008 (Clôture)